# Vergons
Vergons est une commune française, située dans le département des Alpes-de-Haute-Provence en région Provence-Alpes-Côte d'Azur. Elle s’étend de part et d’autre du col de Toutes Aures, situé à 1 120 m d’altitude, emprunté par la route nationale 202.
Les deux entrées du village sont marquées par des chapelles : venant de Digne-les-Bains, on aperçoit la petite chapelle Saint-Ferréol perchée sur un roc dominant la route ; venant de Nice, c’est la chapelle romane Notre-Dame-de-Valvert qui se remarque, au milieu du cimetière de Vergons dans un pré et signalée comme remarquable par plusieurs auteurs.
Le nom de ses habitants est Vergonais.

## Géographie

### Localisation

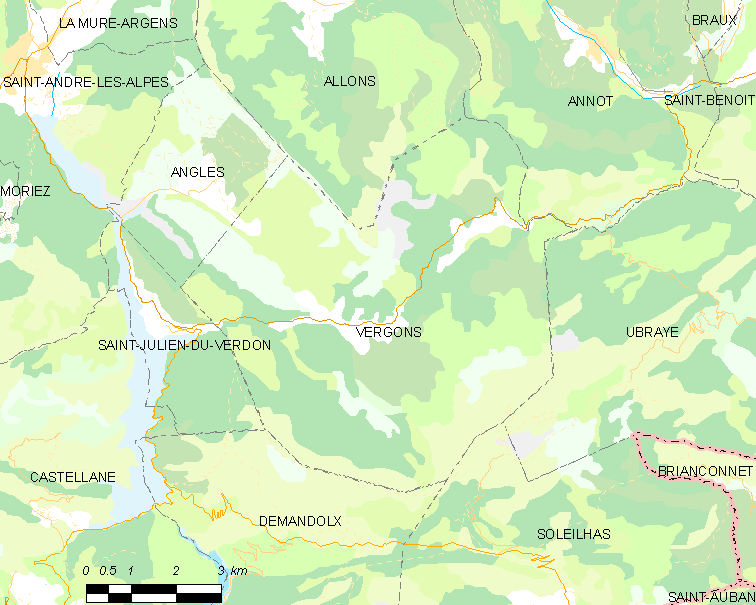
Vergons et les communes voisines (Cliquez sur la carte pour accéder à une grande carte avec la légende).

Le village de Vergons est situé sur la route nationale 202, entre Saint-André-les-Alpes et Entrevaux, à 1 024 m d’altitude.
La commune est à cheval sur le col de Toutes Aures.
Les communes limitrophes de Versons sont Saint-Julien-du-Verdon, Angles, Allons, Annot, Ubraye, Soleilhas et Demandolx.

### Hameaux
- l’Iscle de Vergons.

### Géologie et relief

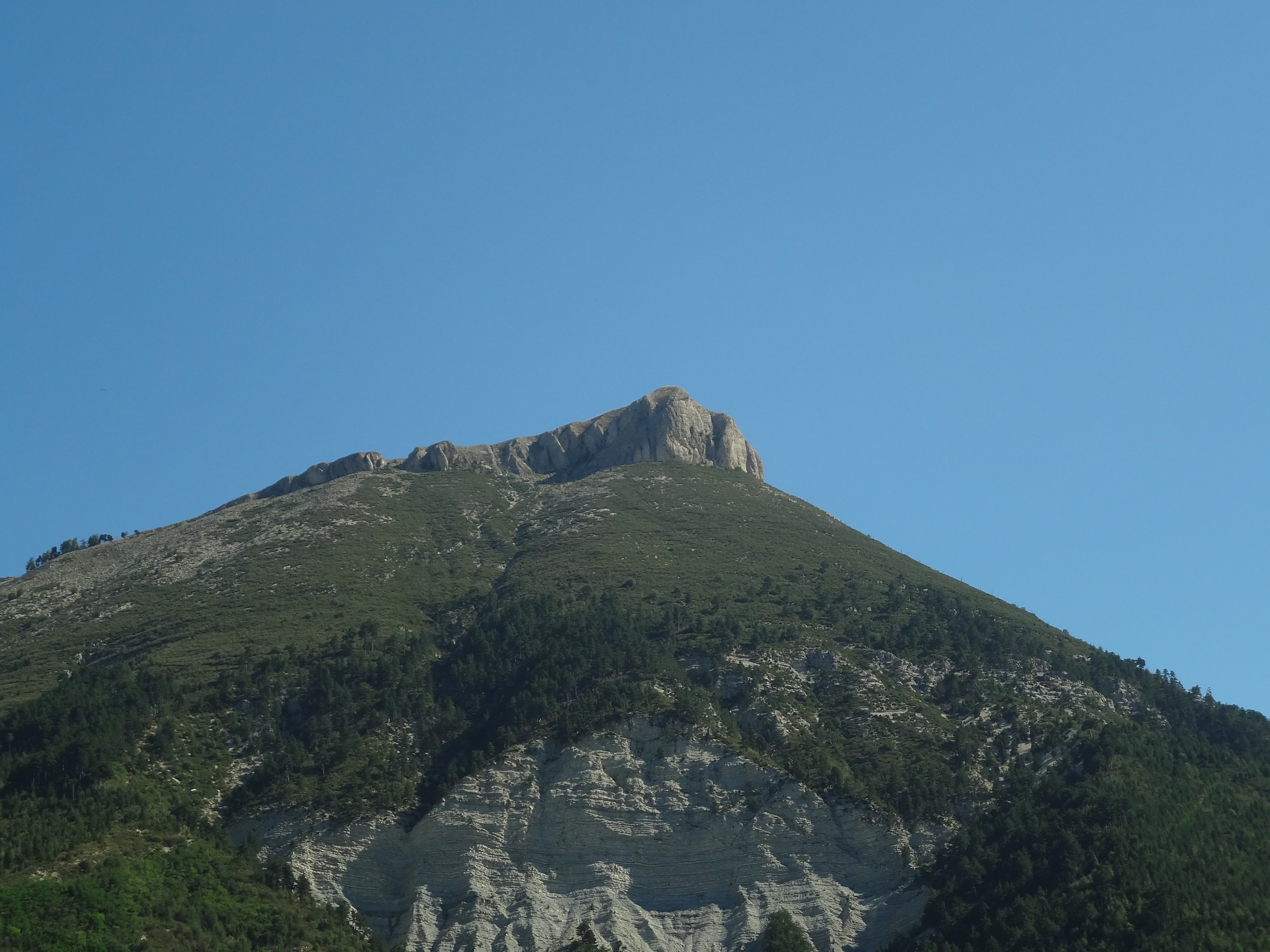
Le pic de Chamatte domine le village.

Son territoire comporte plusieurs points remarquables :
- la clue de Riou ;
- le pic de Chamatte (1 879 m) ;
- le sommet de la Bernarde (1 941 m) ;

Le périmètre de protection de la Réserve naturelle géologique de Haute-Provence couvre également la commune de Vergons.

### Voies de communications et transports

#### Voies routières
La commune est traversée par la N 202. Plusieurs pont facilitent l'accès routier,,.

#### Transports en commun
- Transport en Provence-Alpes-Côte d'Azur

### Environnement
La commune compte 3 309 ha de bois et forêts.

### Risques naturels et technologiques

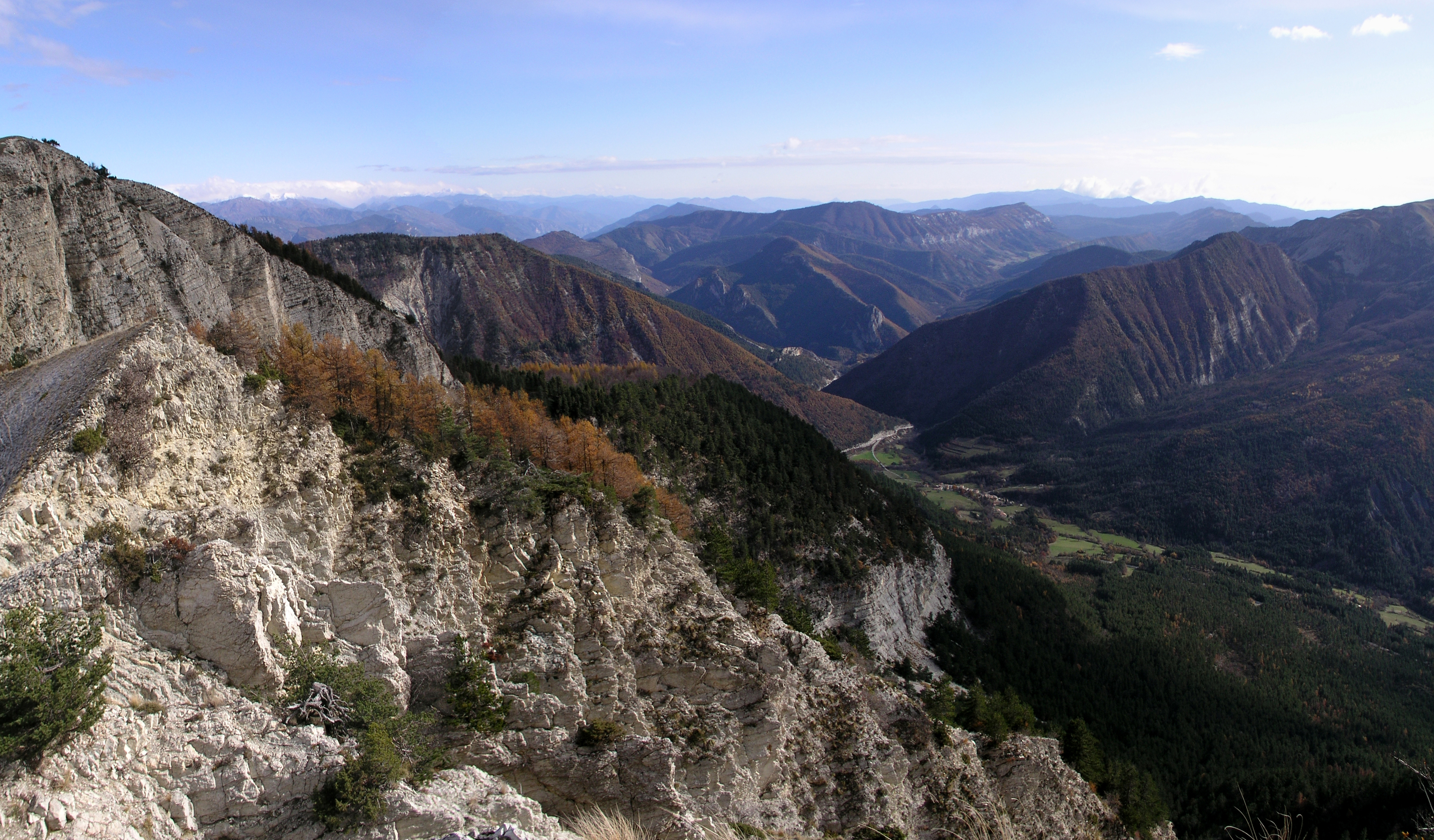
L'Iscle de Vergons vu depuis le pic de Chamatte.

La commune de Vergons est exposée à trois risques naturels :
- avalanche ;
- feu de forêt ;
- inondation ;
- mouvement de terrain : plusieurs versants de la commune sont concernés par un aléa moyen à fort[7].

La commune de Vergons est de plus exposée à un risque d’origine technologique, celui de transport de matières dangereuses par route. La route nationale 202 peut être empruntée par les transports routiers de marchandises dangereuses.
Aucun plan de prévention des risques naturels prévisibles (PPR) n’existe pour la commune et le Dicrim n’existe pas.

### Sismicité
Aucune des 200 communes du département n'est en zone de risque sismique nul. Le canton d'Annot auquel appartient Vergons est en zone 1b (sismicité faible) selon la classification déterministe de 1991, basée sur les séismes historiques
, et en zone 4 (risque moyen) selon la classification probabiliste EC8 de 2011.

### Hydrographie et les eaux souterraines
Cours d'eau sur la commune ou à son aval :
- rivière le riou,
- torrents d'angles, la galange,
- ravins des sambucs, de pra-martin, de la coueste, de la fouent de claude, des crotes, du gabre, du sil, de chambiéres.

### Climat
Pour des articles plus généraux, voir Climat de Provence-Alpes-Côte d'Azur et Climat des Alpes-de-Haute-Provence.
En 2010, le climat de la commune est de type climat des marges montargnardes, selon une étude du Centre national de la recherche scientifique s'appuyant sur une série de données couvrant la période 1971-2000. En 2020, Météo-France publie une typologie des climats de la France métropolitaine dans laquelle la commune est exposée à un climat de montagne ou de marges de montagne et est dans la région climatique Alpes du sud, caractérisée par une pluviométrie annuelle de 850 à 1 000 mm, minimale en été.
Pour la période 1971-2000, la température annuelle moyenne est de 9,9 °C, avec une amplitude thermique annuelle de 16 °C. Le cumul annuel moyen de précipitations est de 943 mm, avec 5,9 jours de précipitations en janvier et 5,1 jours en juillet. Pour la période 1991-2020, la température moyenne annuelle observée sur la station météorologique de Météo-France la plus proche, « Castellane », sur la commune de Castellane à 9 km à vol d'oiseau, est de 10,5 °C et le cumul annuel moyen de précipitations est de 999,7 mm. 
La température maximale relevée sur cette station est de 40,8 °C, atteinte le 28 juin 2019 ; la température minimale est de −20,5 °C, atteinte le 10 janvier 1985,,.
Les paramètres climatiques de la commune ont été estimés pour le milieu du siècle (2041-2070) selon différents scénarios d'émission de gaz à effet de serre à partir des nouvelles projections climatiques de référence DRIAS-2020. Ils sont consultables sur un site dédié publié par Météo-France en novembre 2022.

### Toponymie
Selon Ernest Nègre, le nom de la commune (Villa Virgonis en 814, de Vergons en 1174) vient du nom pluriel occitan vergoun, qui désigne une baguette d’osier, avec un sens général de baguette de bois, en référence aux bois de la montagne de Chamatte.
Charles Rostaing et le couple des Fénié avancent que Vergons dériverait du nom du peuple gaulois des Vergunni, cité sur le Trophée de la Turbie,.

### Agriculture

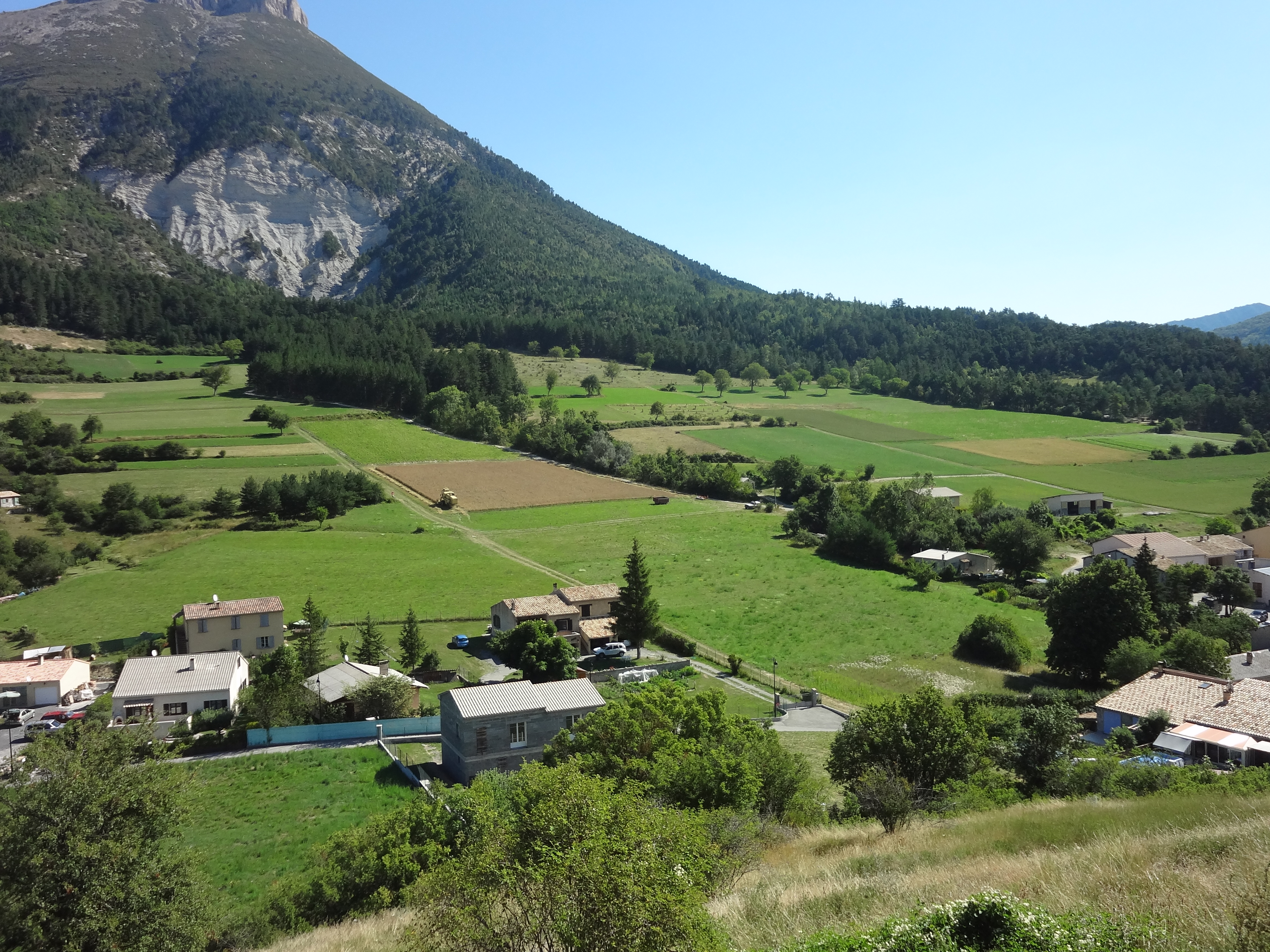
Le terroir agricole proche de Vergons.

## Économie

### Activités de services
- Restaurant
- Association artistique CHEZ.XYZ

## Histoire

### Antiquité
Il est possible que le territoire de Vergons ait été occupé par le peuple gaulois des Vergunni, l'autre possibilité étant que les Vergunni soient rattachés au peuple voisin des Suetrii occupant la moyenne vallée du Verdon (rivière). La conquête romaine se fait entre 23 et 13 av. J.-C.
Selon l’abbé Féraud, érudit du XIXe siècle, est détruite par l'éboulement d’un pan du Chamatte (cette affirmation est à prendre avec circonspection).
En 1830, environ 5 kg de pièces de bronze ont été découvertes dans un pot.

### Du Moyen Âge à la Révolution française: paroisse...
L’abbaye Saint-Victor de Marseille détenait des fermes à Vergons au début du IXe siècle, selon le polyptyque de Wadalde, lorsque la localité apparaît dans les chartes en 814 (villa Vergonis),. Le territoire de la commune dépend ensuite des abbayes des Baux et de Lérins, qui y établit un prieuré au XIIe siècle, réuni à celui d’Angles en 1454. En 1245, l’évêque de Senez Sigismond abandonne à l’abbaye la part des dîmes qu’il percevait sur le village.
Au XVIe siècle, la paroisse est transférée à l’église Saint-Ferréol. Pendant les guerres de religion, cette église est détruite et c’est Saint-Sébastien qui prend le relais.

### fief...
Parmi les seigneurs connus, en 1309, Guillaume de Roumoules est signalé comme seigneur de Vergons et d’autres lieux (de Roumoules, de Beaujeu, de Bédéjun, de Bras-d'Asse, d’Entrages, de Majastres, et d’Estoublon). Au XIVe siècle, le fief passe aux d’Agoult, puis aux Rabasse qui le détiennent pendant les XVIe et XVIIe siècles, et enfin aux Glandevès qui le conservent jusqu’à la Révolution.

### et communauté

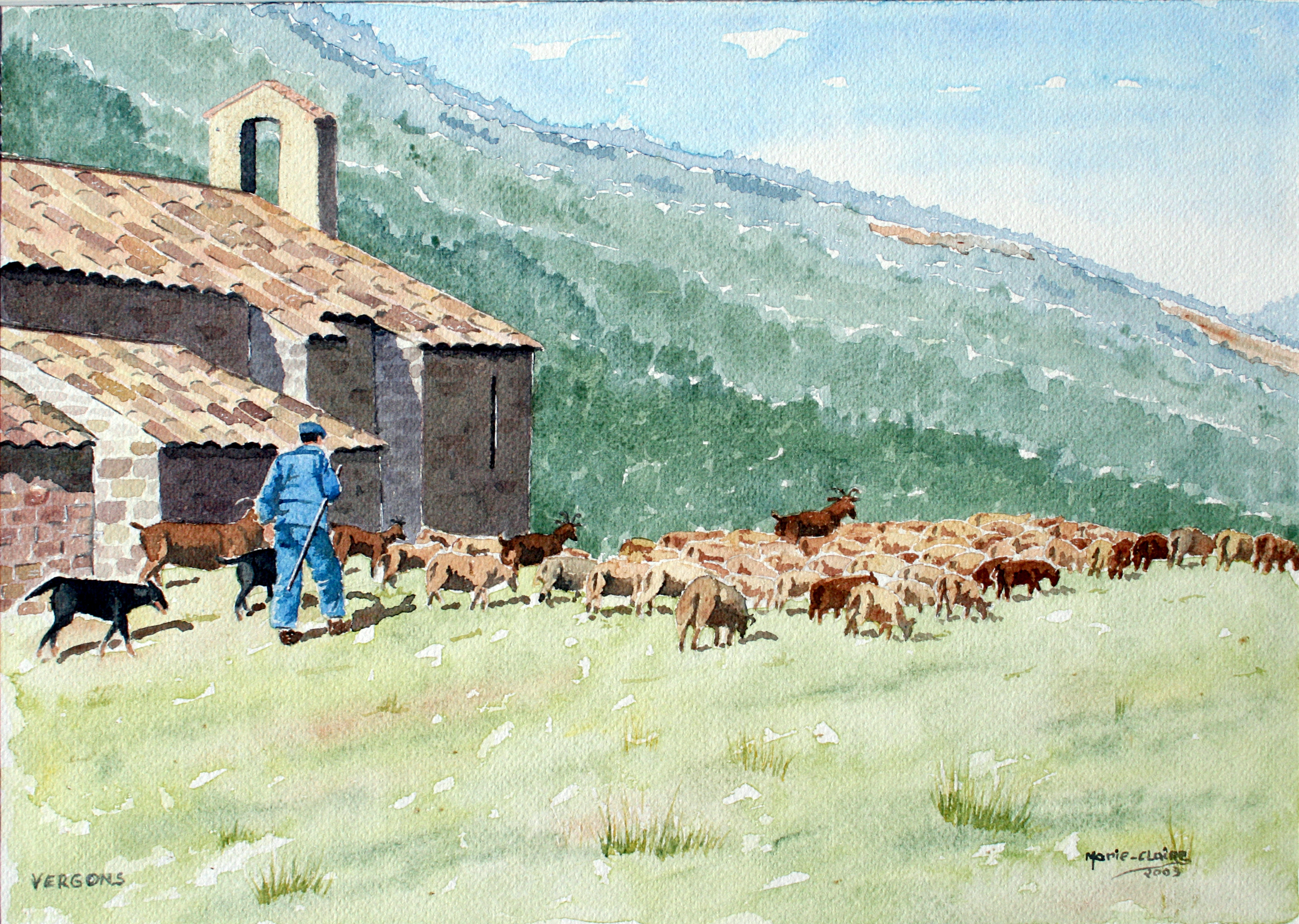
Berger et son troupeau passant à côté de la chapelle romane de Notre-Dame-de-Valvert.

La communauté relevait de la viguerie de Castellane. Après la grande crise des XIIIe et XIVe siècle, la population redémarre grâce à l’élevage du mouton : à la fin du XVe siècle, le troupeau communautaire compte plus de 4 000 têtes, équivalent à celui de Castellane. La croissance démographique impose de réduire la taille du troupeau afin de libérer des terres cultivables, et à la veille de la Révolution, le troupeau du village ne représente plus que 60 % environ de son niveau maximal. Durant les trois siècles qui séparent la fin du Moyen Âge de la Révolution, la communauté est en lutte constante pour préserver un équilibre entre cultures, élevage et préservation du milieu (bois et terres en pentes) garant de la subsistance future. À partir du XVIIe siècle, des officiers, les banniers (de ban), sont nommés afin de surveiller les biens communaux (le défens) et d’empêcher le bétail d’y paître ; ils collaborent avec un chevrier, un saumalayre (qui surveille les ânes) et un campier.
Au milieu du XVIIe siècle, la communauté est sommée de vendre ses fours et ses moulins pour rembourser les dettes engagées lors des guerres de religion. Cela ne suffisant pas, la communauté doit faire mettre en culture les défens et terres communales dans le dernier tiers du XVIIe (elle possédait 8 ha). Les conséquences se font sentir à partir de 1701 : à chaque orage ou saison pluvieuse marquée, les torrents dévalent les pentes, érodent les montagnes, puis inondent et engravent les terres cultivables. Recouvertes parfois d’un mètre de graviers, elles deviennent incultes (« irréparables »). Georges Pichard relie directement l’ampleur de ces engravements à l’introduction du capitalisme rural : les créanciers et les seigneurs ont réclamé des paiements en monnaie et pas en nature, ce qui a forcé la communauté à obtenir des ressources monétaires, ce qu’elle a fait par arrentement de ses communaux.

### Période contemporaine
Au XIXe siècle, la commune connaît une certaine activité industrielle grâce au tissage de la laine. La fabrique est créée au début des années 1830 par Gibert, sur le modèle de la fabrique Honnorat de Saint-André-de-Méouilles. Cette activité ne s’est pas prolongée au-delà du Second Empire.
La Révolution et l’Empire apportent nombre d’améliorations, dont une imposition foncière égale pour tous, et proportionnelle à la valeur des biens de chacun. Afin de la mettre en place sur des bases précises, la levée d’un cadastre est décidée. La loi de finances du 15 septembre 1807 précise ses modalités, mais sa réalisation est longue à mettre en œuvre, les fonctionnaires du cadastre traitant les communes par groupes géographiques successifs. Ce n’est qu’en 1830 que le cadastre dit napoléonien de Vergons est achevé.
Le coup d'État du 2 décembre 1851 commis par Louis-Napoléon Bonaparte contre la Deuxième République provoque un soulèvement armé dans les Basses-Alpes, en défense de la Constitution. Après l’échec de l’insurrection, une sévère répression poursuit ceux qui se sont levés pour défendre la République : 4 habitants de Vergons sont traduits devant la commission mixte.
En 1939, la 19e compagnie de travailleurs étrangers (majoritairement des Espagnols réfugiés en France lors de la Retirada) fait un passage à Vergons.
Le 6 juin 1944, les Francs-tireurs et partisans (FTP) de la 2e compagnie réussissent une importante embuscade au col de Toutes Aures. Plusieurs gradés de la Gestapo quittent Digne le matin pour Nice par la route nationale 202 et arrivent au col vers 9 heures. Prévenus de ce déplacement, les FTP montent une embuscade, avec une vingtaine d’hommes. Deux FTP sont placés à l’ouest du col en guetteurs, et deux autres au nord. Pris sous les tirs des mitraillettes Sten et de FM, les voitures des gestapistes sont stoppées de part et d’autre du col. Quatre d’entre eux meurent sur place. Trois survivants parviennent à Rouaine, préviennent la gendarmerie d’Annot et les services allemands de Digne. En début d’après-midi, un détachement allemand venu est dépêché de Puget-Théniers : ils abattent un habitant de Vergons, et arrêtent six personnes, dont le maire, qui sont libérés quelques jours plus tard. Les gendarmes d’Annot font œuvre de lenteur : ils n’arrivent sur les lieux qu’à 15 heures (et le 17 juin, trois d’entre eux sont brièvement arrêtés par la Milice de Nice). Un accrochage a lieu entre Allemands de Digne et un groupe de FTP posté à Saint-Julien-du-Verdon, ce qui déclenche en représailles sept arrestations (cinq sont déportés).

## Politique et administration

### Liste des maires

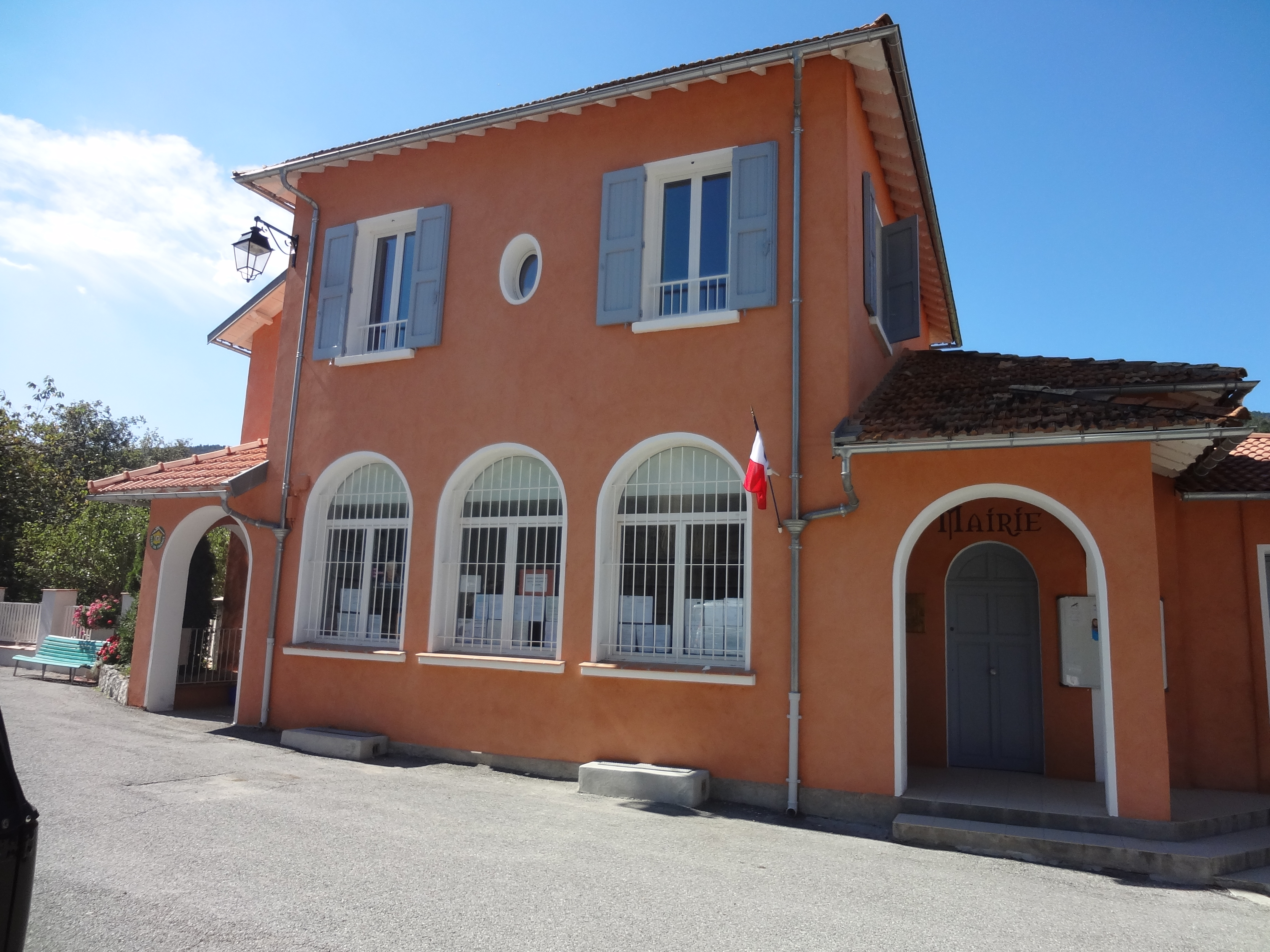
Façade du bâtiment commun à l’école et à la mairie, côté porche de la mairie.

| Période                                  | Période  | Identité        | Étiquette | Qualité                     |
| ---------------------------------------- | -------- | --------------- | --------- | --------------------------- |
|                                          |          |                 |           |                             |
|                                          |          | Louis Simon     |           | en fonctions en 1944        |
| mai 1945                                 |          | Élie Béraud     |           |                             |
|                                          |          |                 |           |                             |
| 1977 (?)                                 |          | Aimé Simon      |           |                             |
| mars 1983                                | mai 2020 | Michelle Prince |           | Retraitée de l'enseignement |
| mai 2020                                 | en cours | Martial Joubert |           | Ancien Cadre                |
| Les données manquantes sont à compléter. |          |                 |           |                             |

### Budget et fiscalité 2016
En 2016, le budget de la commune était constitué ainsi :
- total des produits de fonctionnement : 162 000 €, soit 1 411 € par habitant ;
- total des charges de fonctionnement : 137 000 €, soit 1 192 € par habitant ;
- total des ressources d’investissement : 113 000 €, soit 980 € par habitant ;
- total des emplois d’investissement : 90 000 €, soit 779 € par habitant.
- endettement : 197 000 €, soit 1 714 € par habitant.

Avec les taux de fiscalité suivants :
- taxe d’habitation : 10,48 % ;
- taxe foncière sur les propriétés bâties : 12,91 % ;
- taxe foncière sur les propriétés non bâties : 74,64 % ;
- taxe additionnelle à la taxe foncière sur les propriétés non bâties : 58,73 % ;
- cotisation foncière des entreprises : 20,79 %.

Chiffres clés Revenus et pauvreté des ménages en 2014.

### Intercommunalité
Vergons a fait partie, de 2004 à 2016, de la communauté de communes Terres de Lumière ; celle-ci a fusionné avec d'autres communautés de communes du sud-est du département pour constituer, le 1er janvier 2017, la communauté de communes Alpes Provence Verdon - Sources de Lumière.

## Urbanisme

### Typologie
Au 1er janvier 2024, Vergons est catégorisée commune rurale à habitat très dispersé, selon la nouvelle grille communale de densité à 7 niveaux définie par l'Insee en 2022.
Elle est située hors unité urbaine et hors attraction des villes,.

### Occupation des sols
L'occupation des sols de la commune, telle qu'elle ressort de la base de données européenne d’occupation biophysique des sols Corine Land Cover (CLC), est marquée par l'importance des forêts et milieux semi-naturels (93,2 % en 2018), en diminution par rapport à 1990 (94,6 %). La répartition détaillée en 2018 est la suivante : 
forêts (61,8 %), milieux à végétation arbustive et/ou herbacée (18,2 %), espaces ouverts, sans ou avec peu de végétation (13,2 %), zones agricoles hétérogènes (6,8 %).
L'évolution de l’occupation des sols de la commune et de ses infrastructures peut être observée sur les différentes représentations cartographiques du territoire : la carte de Cassini (XVIIIe siècle), la carte d'état-major (1820-1866) et les cartes ou photos aériennes de l'IGN pour la période actuelle (1950 à aujourd'hui).

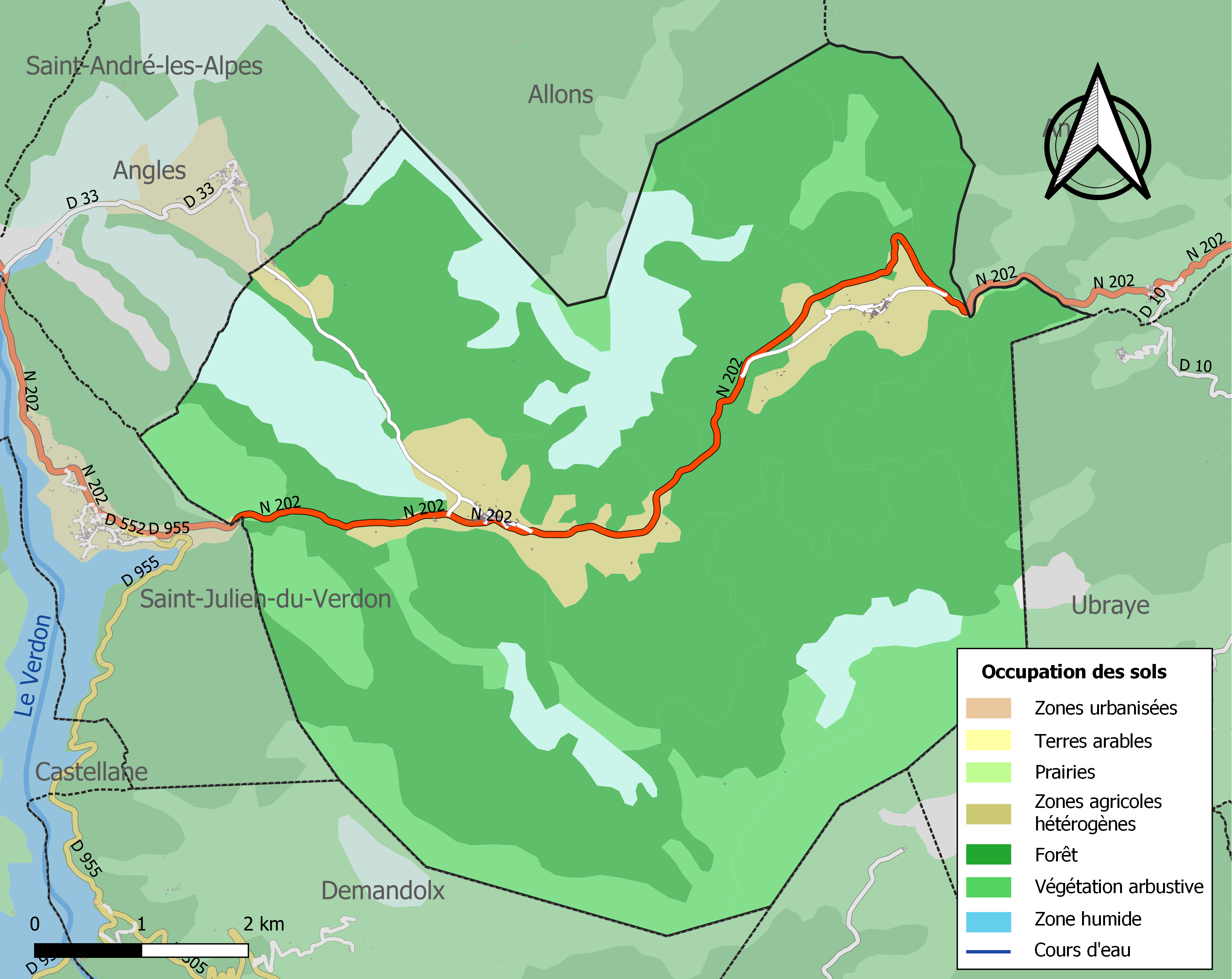
Carte de l'occupation des sols de la commune en 2018 (CLC).

## Population et société

### Démographie

#### Évolution démographique
En 2022, Vergons comptait 114 habitants. À partir du XXIe siècle, les recensements réels des communes de moins de 10 000 habitants ont lieu tous les cinq ans (2007, 2012, 2017, etc. pour Vergons). Depuis 2004, les autres chiffres sont des estimations.
| 1765 | 1793 | 1800 | 1806 | 1821 | 1831 | 1836 | 1841 | 1846 |
| ---- | ---- | ---- | ---- | ---- | ---- | ---- | ---- | ---- |
| 400  | 453  | 335  | 415  | 460  | 480  | 490  | 496  | 481  |

| 1851 | 1856 | 1861 | 1866 | 1872 | 1876 | 1881 | 1886 | 1891 |
| ---- | ---- | ---- | ---- | ---- | ---- | ---- | ---- | ---- |
| 490  | 469  | 465  | 436  | 428  | 419  | 435  | 385  | 414  |

| 1896 | 1901 | 1906 | 1911 | 1921 | 1926 | 1931 | 1936 | 1946 |
| ---- | ---- | ---- | ---- | ---- | ---- | ---- | ---- | ---- |
| 403  | 355  | 355  | 320  | 228  | 197  | 187  | 160  | 140  |

| 1954 | 1962 | 1968 | 1975 | 1982 | 1990 | 1999 | 2006 | 2007 |
| ---- | ---- | ---- | ---- | ---- | ---- | ---- | ---- | ---- |
| 118  | 88   | 95   | 72   | 80   | 108  | 108  | 121  | 123  |

| 2012 | 2017 | 2022 | - | - | - | - | - | - |
| ---- | ---- | ---- | - | - | - | - | - | - |
| 116  | 111  | 114  | - | - | - | - | - | - |

| 1278    | 1303-1304 | 1315    | 1471    | 1698    | 1765 |
| ------- | --------- | ------- | ------- | ------- | ---- |
| 78 feux | 83 feux   | 95 feux | 33 feux | 60 feux | 400  |

L’histoire démographique de Vergons, après la saignée des XIVe et XVe siècles et le long mouvement de croissance jusqu’au début du XIXe siècle, est marquée par une période d’« étale » où la population reste relativement stable à un niveau élevé. Cette période dure de 1821 à 1861. L’exode rural provoque ensuite un mouvement de recul démographique de longue durée. En 1921, la commune a perdu plus de la moitié de sa population par rapport au maximum historique de 1841. Le mouvement de baisse se poursuit jusqu’aux années 1970. Depuis, la croissance de la population a repris.

### Enseignement
Vergons comptait deux écoles en 1863, une au chef-lieu et la seconde à L’Iscle
. La commune attendit cependant que les lois Ferry l’y obligent pour ouvrir une école de filles.

### Cultes
Culte catholique, paroisse Vergons - Digne - Riez - Sisteron. Doyenné : Var et Verdon.

## Culture et patrimoine

### Lieux et monuments

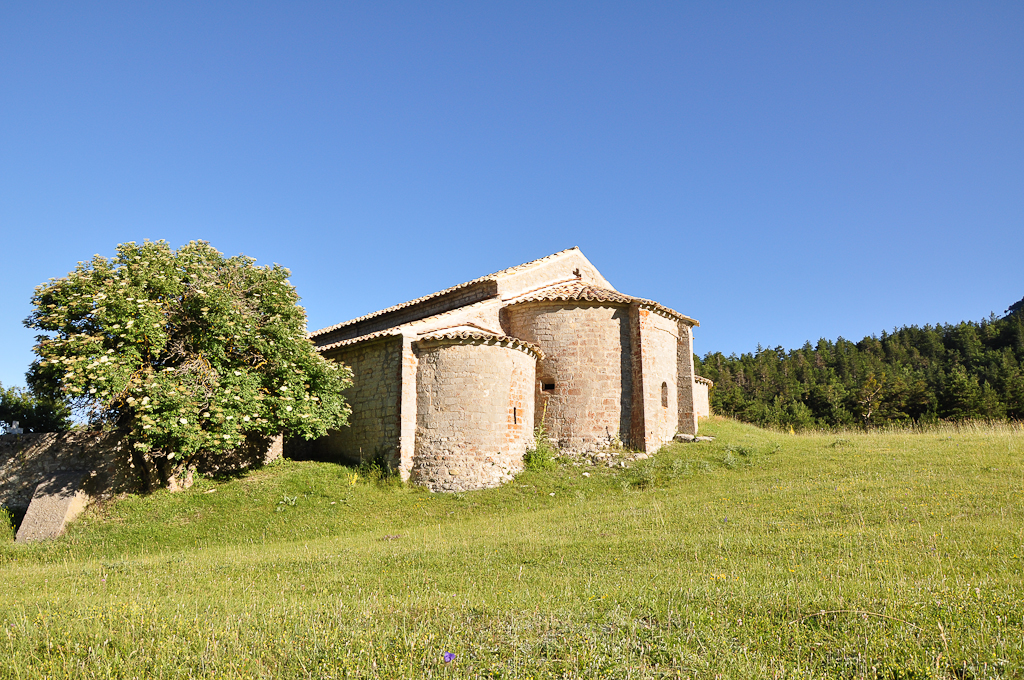
Deux des trois absides de la Chapelle Notre-Dame de Valvert.

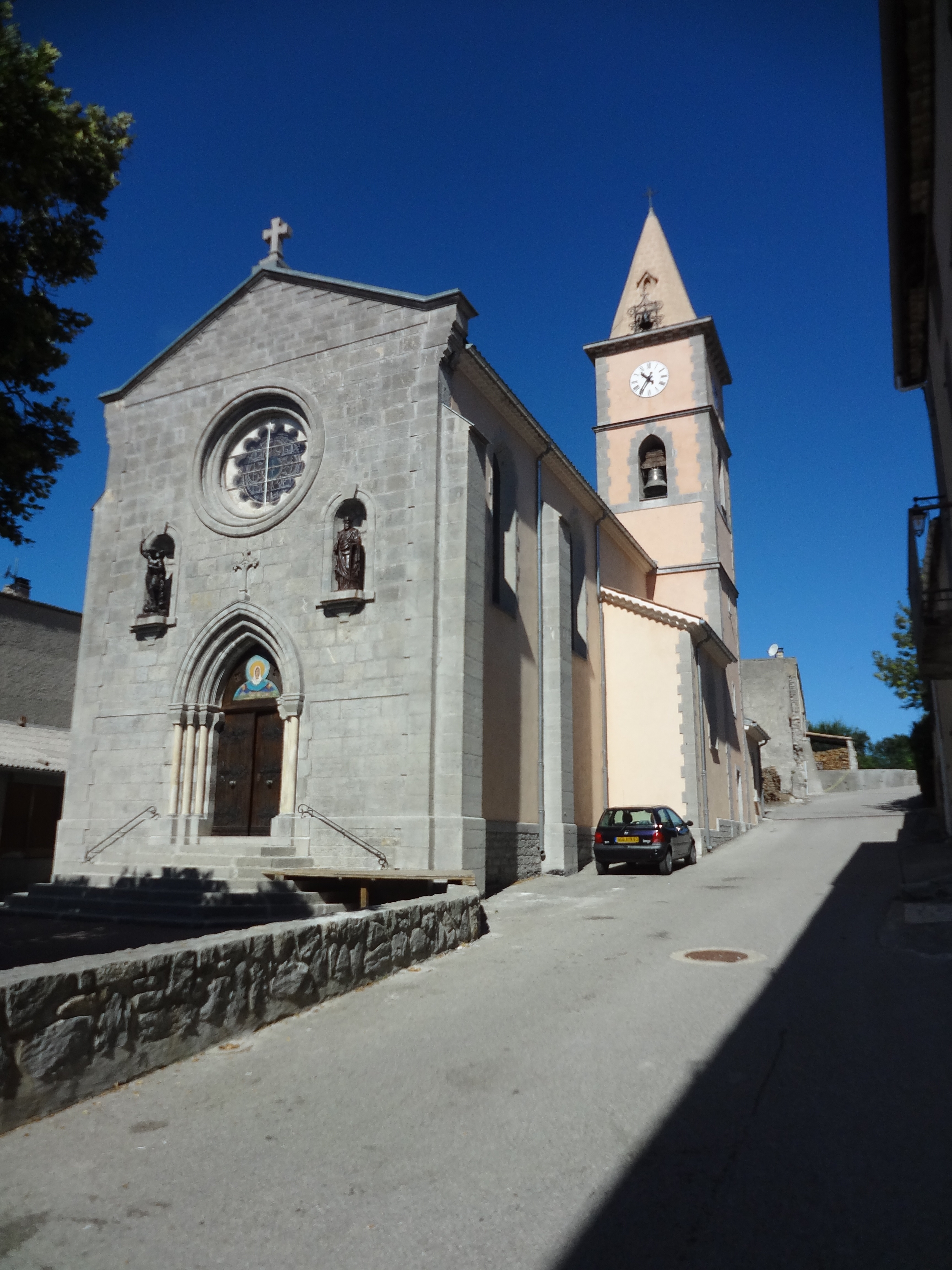
L'église paroissiale Notre-Dame de l’Assomption.

- Deux bâtiments ont servi de relais à Vergons, et ont été en activité en même temps, chacun étant situé à une entrée du village[61].
- Cimetière de Vergons.
- La chapelle Notre-Dame de Valvert (actuellement chapelle du cimetière) est construite dans la deuxième moitié du XIIe siècle[62]. Elle est donnée en 1245 par Sigismond, évêque de Senez, à l’abbaye de Lérins avec l’ensemble des biens et droits qu’il possédait à Vergons[63]. L’abbaye y établit un prieuré de très faible importance, puisque seuls un prieur et un moine y vivaient[27]. Elle servit d’église paroissiale à Vergons jusqu’au XVIe siècle[25],[27],[63], date de la première construction d’une église au village, plus pratique pour les paroissiens[27]. Elle est classée monument historique en 1927[64].
La nef courte à trois travées donne dans une travée de chœur[27]. La voûte retombe directement sur les pilastres engagés dans les parois latérales, le départ de la voûte est marqué par une corniche en quart-de-rond[63]. Deux chapelles latérales forment un faux transept[65] et forment un triple sanctuaire (abside centrale avec deux absidioles[66] voûtées en cul-de-four[63]). Le chevet est plat. Les auteurs la signalent pour son austérité, sa massivité, et son site naturel qui la met en valeur[67],[63].

- L’église paroissiale de Vergons[68], Notre-Dame de l’Assomption, est reconstruite à partir de 1897 dans un style gothique : nef de trois travées voûtées sous croisées d’ogives, donnant dans une travée de chœur ; l’abside à trois pans est voûtée d’une croisée d’ogives à branches rayonnantes[69]. Les fonts baptismaux ont la particularité d’être en fonte de fer, et sont classés monument historique au titre objet[70]. Une des cloches date de 1483[71],[72], l’autre de 1779[73]. Toutes deux en bronze, elles sont classées au titre objet[74]. Les deux autres cloches sont de 1899[75],[76].
- L’église paroissiale Sainte-Anne à l’Iscle[77] date de 1855[78],[25].
- La chapelle Notre-Dame, d’architecture romane, domine le village ; elle est perchée sur le roc situé à l’entrée sud du village. Le premier état de la chapelle a disparu, et dans son état actuel, elle date du XVIIe siècle : nef courte à deux travées voûtées d'arêtes, et abside en cul-de-four[79]. Elle est identifiée comme chapelle Saint-Ferréol[80] par Serge Panarotto, d’après saint Ferréol de Vienne[67].
- Oratoires et croix monumentales[81],[82],[83],[84] : L’Oratoire Notre-Dame se trouve à l’écart du village.
- Monument aux morts[85],[86].

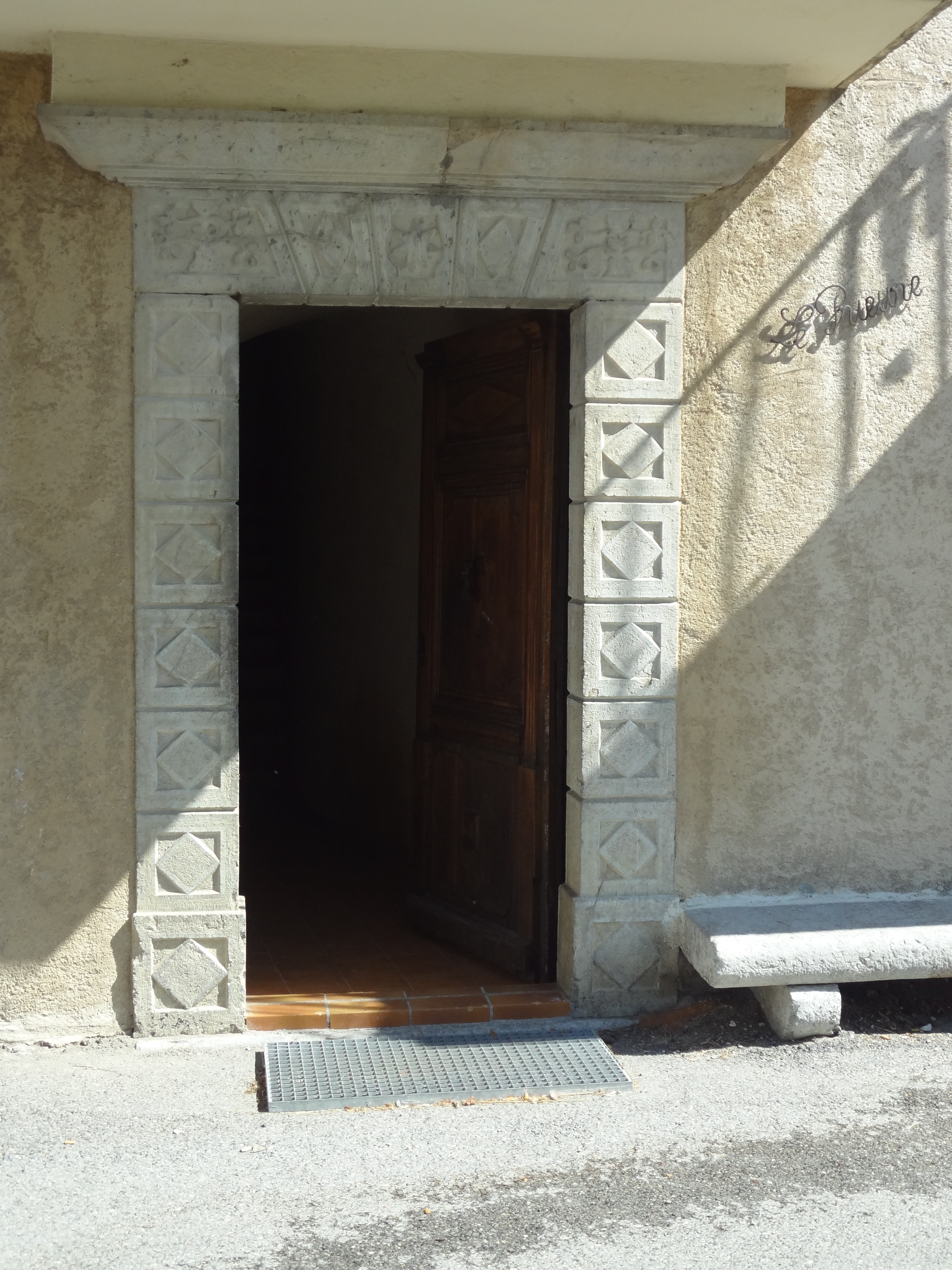
Encadrement de porte orné, au village, sur le bâtiment dit « le Prieuré ».
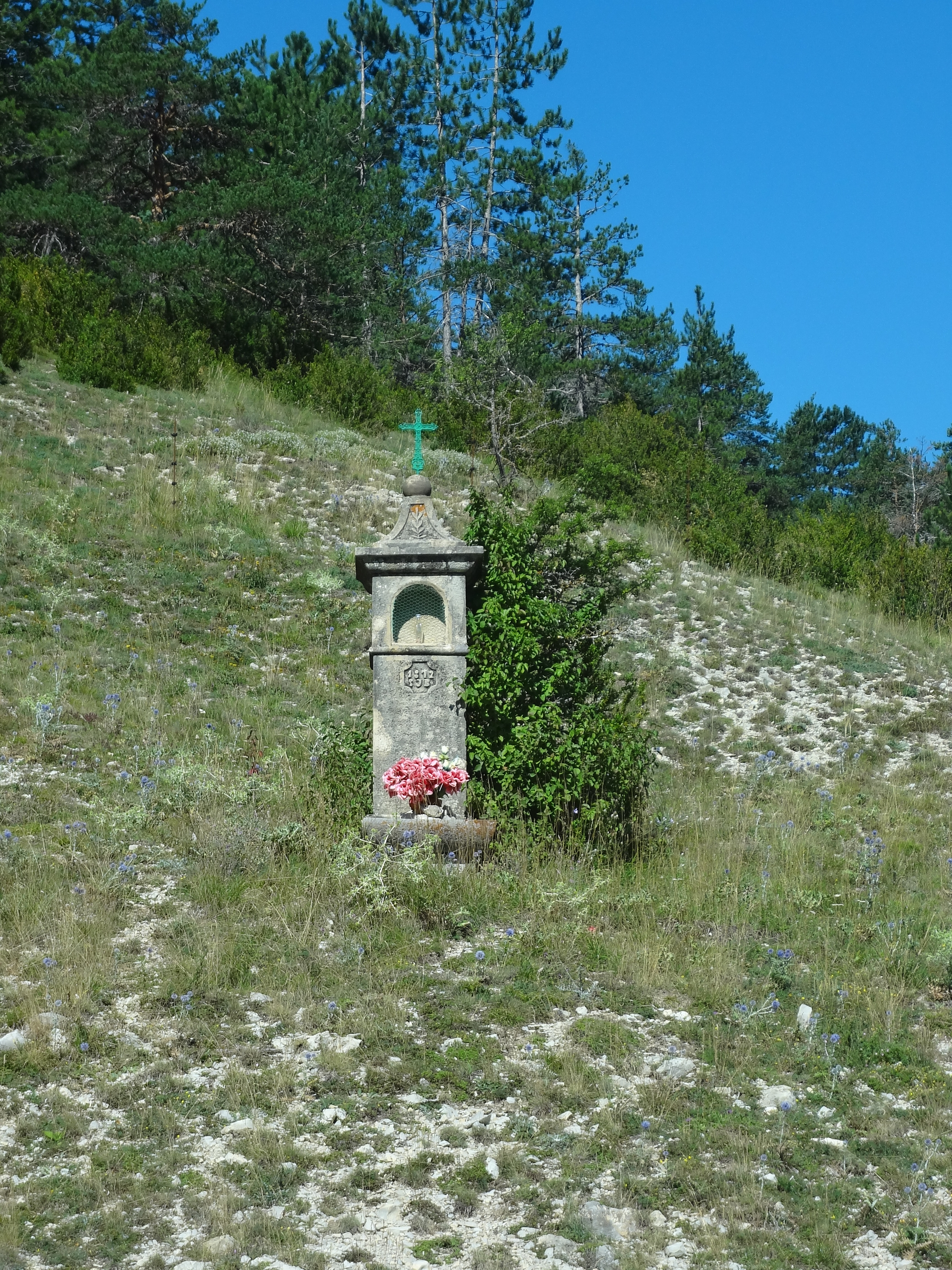
Oratoire Notre-Dame.

### Dans les arts et la culture
- L'Homme qui plantait des arbres, une nouvelle de Jean Giono, mentionne la commune de Vergons comme lieu qui a vu la vie renaître grâce à l’œuvre du personnage principal.

## Héraldique
| Blason de Vergons | Blason  | D’or à un loup d’azur lampassé de gueules passant devant le pied d'un arbre terrassé de sinople,. |
| Blason de Vergons | Détails | Le statut officiel du blason reste à déterminer.                                                  |